# Мартьянова, Екатерина Евдокимовна
Екатерина Евдокимовна Мартьянова (3 января 1917 — 5 января 2007) — передовик советского сельского хозяйства, звеньевая колхоза имени XXI съезда КПСС Дубёнского района Мордовской АССР, Герой Социалистического Труда (1965).

## Биография
Родилась 3 января 1917 года в селе Ардатово, ныне Дубёнского района республики Мордовия в крестьянской мордовской семье (эрзя).  
Получила начальное образование и в 14 лет трудоустроилась в местный колхоз. В 1934 году вышла замуж и после пожара, в котором сгорел их дом переехали на постоянное место жительство в город Свердловск. 
В 1941 году получив извещение о гибели на фронте мужа, Екатерина собралась с двумя дочерьми и вернулась в родное село, продолжила работать в колхозе. В 1950 году она возглавила звено по выращиванию технических культур. Звено состояло из 18 человек. По итогам работы в 1960 году звено получило конопляного волокна по 10 центнеров с гектара, картофеля по 160 центнеров, а свёклы по 162 центнера с гектара.       
Указом Президиума Верховного Совета СССР от 24 декабря 1965 года за получение высоких результатов в сельском хозяйстве и рекордные показатели в уборке урожая Екатерине Евдокимовне Мартьяновой было присвоено звание Героя Социалистического Труда с вручением ордена Ленина и золотой медали «Серп и Молот». 
Продолжала работать в колхозе и добивалась высоких результатов. По итогам 1967 года её звено получило 220 центнеров картофеля с гектара, 176 центнеров сахарной свёклы и 9,5 центнеров конопляного волокна. В 1972 году вышла на заслуженный отдых.   
Избиралась депутатом Верховного Совета Мордовской АССР, Дубенского и Ардатовского сельского Советов. 
Проживала в родном селе. Умерла 5 января 2007 года.

## Награды
За трудовые успехи была удостоена:
- золотая звезда «Серп и Молот» (23.12.1965)
- орден Ленина (23.12.1965)
- другие медали.

## Память
- В районном центре Дубёнки, на аллее Славы ей установлен бюст[2].